# Külügyminisztérium (Románia)
A román Külügyminisztérium (románul: Ministerul Afacerilor Externe, rövidítve: MAE) 1862-ben alapított, Románia külkapcsolataival foglalkozó államigazgatási csúcsszerve. Neve 1862 és 1965 - a Román Szocialista Népköztársaság kikiáltása - között Ministerul Afacerilor Străine (MAS) volt, 1965-től használja hivatalosan a  Ministerul Afacerilor Externe elnevezést.

## Felépítése
A szervezet felépítését és működését legutóbb 2017-ben szabályozta egy kormányhatározat. Románia külügyminisztériumát a külügyminiszter vezeti, és a külügyminisztériumban dolgozik az európai ügyekért felelős miniszter is. A külügyminiszter munkáját négy államtitkár, főtitkár és főtitkárhelyettes segíti.
Kiemelt szakterületek:
- Emberi Jogok Európai Bírósága kormányügynöksége
- Európai Unió Bírósága államtitkársága
- exportellenőrzési osztály
- belső ellenőrzés
- külügyi szolgálat
  - diplomáciai képviseletek
  - konzuli hivatalok
  - kulturális intézetek

A külügyminisztérium koordinálja a
- Román-amerikai Fulbright Bizottság (Comisia Fulbright Româno-Americană) munkáját
- Romániai Európa Intézet (Institutul European din România) tevékenységét

## Története
1859-ben, amikor perszonálunió révén létrejött az Egyesült Román Fejedelemség, az uralkodó Alexandru Ioan Cuza megbízta Vasile Alecsandri költőt, hogy látogassa végig Európa nagyhatalmait, és igyekezzék elismertetni az új fejedelemséget. Bár sem külügyi apparátus, sem minisztérium nem létezett még ekkor, mégis Alecsandrit tartják az első román külügyminiszternek. A román állam megalakulásakor, 1862-ben ténylegesen létrehozták a külügyminisztériumot Ministerul Afacerilor Străine (MAS) néven, melynek első vezetője Apostol Arsache volt. Románia az ezt követő évtizedben sokat tett súlyának és valós függetlenségének megteremtése érdekében, hiszen az Oszmán Birodalom hatalmi árnyéka alatt kellett manővereznie kül- és belpolitikájában egyaránt.
1965-től Nicolae Ceaușescu doktrínája határozta meg Románia külpolitikáját: a diplomáciai missziók száma a korábbi 67-ről 138-ra nőtt. Románia a szocialista táboron belül egyfajta különutas politikát folytatott, amikor az épp mélyponton lévő kínai-szovjet kapcsolatok ellenére is nyitott Kína felé, illetve - Moszkvával szemben - nem szakított Izraellel az 1967-es hatnapos háborút követően. Ugyanakkor Románia külpolitikája személyre szabottá vált: Ceaușescu döntései alapján működött, a Külügyminisztérium és általában a kormány szerepe drasztikusan csökkent, a Román Kommunista Párt befolyása növekedett 1989-ig.
Az 1989-es romániai forradalom után a Külügyminisztériumot átszervezték, a döntéshozatali rendszert jelentősen átalakították, jelentősebb szerepet adva a szervezetnek nemcsak Románia külpolitikájának képviseletében és irányításában, hanem a nemzetközi környezetben zajló cselekvési stratégiák tervezésében és végrehajtásában is.